# Wassermann AG
Die Wassermann AG war eine Schweizer Druckerei mit Sitz in Basel.

## Geschichte

Signet der Graphischen Anstalt W. Wassermann, gestaltet von Burkhard Mangold.

Die Druckerei Wassermann wurde 1897 in Basel als «Wassermann & Schäublin» gegründet. Geleitet wurde die Firma bis zu dessen Tod 1942 vom Firmengründer Wilhelm Wassermann-Glaettli, später von dessen Sohn Heinrich Wassermann. Nach dem Abgang des Mitgründers Jakob Schäublin 1911 firmierte der Betrieb als «Graph. Anstalt W. Wassermann», dann als «Wassermann & Co.» und schliesslich ab 1938 als Aktiengesellschaft unter dem Namen «Wassermann AG».
Das Arbeitsgebiet umfasste 1940 Kleingrafik, Etiketten, Faltschachteln und anderes Packungsmaterial, sowie eine Abteilung für Kartografie. Besondere Aufmerksamkeit wurde von Anfang an dem Plakatwesen geschenkt. Der Betrieb konzentrierte sich in den ersten vierzig Jahren seines Bestehens ganz auf die Lithografie. Der Offsetdruck wurde Ende der 1930er Jahre eingeführt. 1960 sollte dieses Druckverfahren die Lithografie schliesslich ganz ersetzen. Wassermann war die weitaus grösste Plakatdruckerei Basels. Sie genoss dank hervorragenden Lithografen und spezialisierten Druckern einen hervorragenden Ruf. Für die Gestaltung suchte Wilhelm Wassermann-Glaettli gezielt die Zusammenarbeit mit zeitgenössischen Basler Künstlern und Grafikern wie Hans Sandreuter, Burkhard Mangold, Robert Stöcklin, Niklaus Stoecklin oder Paul Kammüller.
Anlässlich des 75-jährigen Bestehens der Druckerei wurde Ende 1972 im Gewerbemuseum Basel eine Ausstellung mit dem Titel «75 Jahre im Dienste der Plakatkunst – 75 Jahre Wassermann Basel» gezeigt.
Nachdem erst 1995 die Frobenius AG übernommen worden war, fusionierte die Wassermann AG 2003 mit den Firmen Huber + Anacker AG und Trüb-Sauerländer AG zur Regia HighPack AG, die seit 2008 zur Schelling AG gehört.